# Furong
För andra betydelser, se Furong (olika betydelser).
Furong är ett stadsdistrikt i Changsha i Hunan-provinsen i södra Kina.